# Sucre (Miranda)
Sucre é um município da Venezuela localizado no estado de Miranda.
A capital do município é a cidade de Petare.

## Paróquias
1. Caucagüita
2. Filas de Mariches
3. La Dolorita
4. Leoncio Martínez
5. Petare